# Audianism
Audienii sau antropomorfiții au fost o sectă de creștini în secolul al IV-lea în Siria și Sciția, numită după fondatorul lor Audius (sau Audaeus), care a luat ad litteram textul din A doua Scrisoare  către Corinteni, unde apostolul Pavel a scris că "Dumnezeu s-a arătat în trup" (2 Cor 3,18). Audaeus a încercat să revitalizeze tradițiile creștine primare, respingând practicile religioase și teologice noi și adoptând o abordare mai austeră a vieții spirituale.

## Convingeri
Credințele și practicile distinctive au inclus atât antropomorfismul teologic, cât și quartodecimanismul. Quartodecimanismul a fost o practică creștină din secolul al II-lea d.Hr. care a constat în celebrarea Paștelui la data de 14 Nisan, potrivit calendarului iudaic, indiferent de ziua săptămânii în care a căzut. Această practică a fost asociată în special cu biserica din Asia Mică și a fost bazată pe interpretarea că Isus a fost răstignit în ziua de 14 Nisan.
Cu toate acestea, în cele din urmă, Biserica a decis să celebreze Paștele într-o zi fixă în calendarul roman, în prima duminică după prima lună plină care apare după echinocțiul de primăvară. Această decizie a fost luată la Sinodul de la Niceea din 325 d.Hr. și a devenit practica majorității bisericilor creștine, deși câteva biserici, cum ar fi cea din Armenia, au continuat să urmeze quartodecimanismul pentru o perioadă mai lungă de timp.
- Antropomorfismul susține că Dumnezeu are formă umană. Audius a luat textul Genezei, capitolul 1, versetul 27 literal, și a susținut că Dumnezeu a creat oamenii pentru a se asemăna cu forma Sa fizică.[2]
- Quartodecimanii onorau moartea lui Hristos în ajunul Paștelui evreiesc în loc să urmeze tradiția romană de a sărbători Paștele într-o duminică.

## Istoric
Audius a trăit în Siria în secolul al IV-lea. Părerile lui s-au extins în Scythia. Spre sfârșitul secolului al IV-lea părerea audienilor a apărut printre unii creștini africani. Un sat sirian, numele lui Jubb'addin (în aramaică) înseamnă „fântâna lui Audius”.
În 325, la Sinodul I de la Niceea, s-a decretat ca toți creștinii să urmeze tradiția romană de a sărbători Paștele în Duminica Paștelui, și nu mai în data de 14 Nisan (Paștele evreiesc), așa-numitul Cvartodecimanii obișnuiau să facă. Audienii au continuat însă practica Quartodeciman care era un termen folosit în istoria creștinismului timpuriu pentru a se referi la o practică de a sărbători Paștele în data de 14 a lunii nisan a calendarului ebraic, indiferent de ziua săptămânii în care cădea această dată. Această practică a fost susținută de unele biserici din Asia Mică în secolul al II-lea, dar a fost respinsă de majoritatea bisericilor creștine care au adoptat practica de a sărbători Paștele într-o duminică din perioada 22 martie - 25 aprilie.
Controversa a fost în principal despre întrebarea dacă data Paștelui ar trebui să fie legată de data Paștelui evreiesc sau ar trebui să fie stabilită independent. Cu timpul, practica quartodecimană a dispărut din Biserica Creștină și Paștele a fost sărbătorit în mod uniform în duminica după prima lună plină după echinocțiul de primăvară, conform Decretului de la Niceea din 325 d.Hr.
Epifanie din Salamina a atras atenția asupra audienilor (precum și asupra altor secte pe care le considera eretice) în Panarionul său. Deși Epifanie nu este întotdeauna o sursă de încredere, el citează corect punctul de vedere al audienilor că biserica „a abandonat ritul pascal al părinților pe vremea lui Constantin din respect față de împărat și a schimbat ziua pentru a se potrivi împăratului”.
Împărații romani Constantin I cel Mare și Teodosie I au legiferat împotriva audienilor, dar secta încă practica quartodecimanismul în Antiohia siriană în anii 380.
Părintele Bisericii Teodoret a scris despre această credință următoarele, ca capitolul IX al Istoriei sale bisericești (Cartea a IV-a), intitulat „Despre erezia Audianilor”:
Ilustrul împărat a ținut astfel seama de decretele apostolice, dar Audaeus, un sirian deopotrivă în rasă și în vorbire, a apărut în acea vreme ca un inventator de noi decrete. Începuse cu mult timp în urmă să incubeze nelegiuirile și acum apărea în adevăratul său caracter. La început a înțeles într-un sens absurd pasajul „Să facem om după chipul nostru, după asemănarea noastră”. Din lipsa de înțelegere a sensului Scripturii divine, el a înțeles că Ființa Divină are o formă umană și a presupus că este învăluită în părți ale trupului; căci Sfânta Scriptură descrie adesea operațiunile divine sub numele de părți umane, deoarece prin aceste mijloace providența lui Dumnezeu este făcută mai ușor de înțeles pentru mințile incapabile de a percepe vreo idee imaterială. La această impietate Audaeus a adăugat altele de asemenea gen. Printr-un proces eclectic, el a adoptat unele dintre doctrinele maniheene ale lui Manes și a negat că Dumnezeul universului este creatorul fie al focului, fie al întunericului. Dar acestea și toate erorile similare sunt ascunse de adepții facțiunii sale.

Ei susțin că sunt separați de adunările Bisericii. Dar, din moment ce unii dintre ei pretind o cămătă blestemată, iar alții trăiesc ilegal cu femei fără legătură de căsătorie, în timp ce cei care sunt nevinovați de aceste practici trăiesc în părtășie liberă cu cei vinovați, ei ascund blasfemia doctrinelor lor dând socoteală așa cum fac ei. pentru traiul lor singuri. Pledoaria este totuși una obrăzătoare și rezultatul firesc al învățăturii fariseice, căci fariseii l-au acuzat pe Medic de suflete și trupuri, în întrebarea lor către sfinții Apostoli: „Cum de Stăpânul vostru mănâncă cu vameșii și păcătoșii?” iar prin profet, Dumnezeu al unor astfel de oameni spune: „Care zic: „Nu te apropia de mine, căci sunt curat”, acesta este fumul mâniei mele”. Dar aceasta nu este o zecime pentru a respinge eroarea lor nerezonabilă. Prin urmare, trec la restul narațiunii mele.
Alți părinți ai bisericii care au scris împotriva lor au fost Ieronim și Chiril al Alexandriei, care i-au întâlnit printre câțiva călugări egipteni. Cyril a compus o scurtă respingere a erorii lor, pe care a atribuit-o ignoranței extreme.

## Antropomorfism
De asemenea, alți scriitori creștini timpurii, cum ar fi Melito din Sardes, Tertulian, Origen și Lactantius, au fost acuzați de antropomorfism.
Antropomorfismul a fost reînviat în nordul Italiei în secolul al X-lea, dar a fost efectiv suprimat de episcopi, în special de Ratherius, episcopul de Verona.
În vremurile moderne, Benny Hinn a fost, de asemenea, acuzat că a predat o formă de antropomorfism.

## Viziunea academică
În realitate știm extrem de puțin despre audieni. De exemplu, nu se știe dacă audienii erau quartodecimani sau doar protopascali (protopaschiți). Antropomorfismul lor era „metaforic”, adică centrat pe o imagine pur mentală și nu pe o reprezentare fizică și concretă a lui Dumnezeu.